# TV8 (Nederlandse omroep)
TV8 was tot 1999 een commerciële regionale omroep voor de provincies Noord-Brabant en Limburg. De zender zond twee verschillende edities uit:
- TV8 Brabant
- TV8 Limburg

## Programma's
TV8 bracht zowel het grote nieuws als die kleine, opmerkelijke zaken die vaak voor het oog van de landelijke camera's verborgen bleven. Het TV8 nieuws begon vanaf 19.30 uur op werkdagen en 18.00 uur in het weekend. Voordat het nieuws begon, was er om 19.15 uur een korte nieuwsflits, waarna op beeld de hoofdlijnen van nieuws verschenen. 
Na het nieuws bracht TV8 elke dag extra programma's zoals het sportmagazine De Beuk Erin, het natuurprogramma Puur Natuur, Bourgondisch Brabant, een programma over eten, drinken en andere goede dingen van het leven en nog allerlei andere programma's:
- 3x3=8 (beter bekend als 't Bènkske, met comédienne Karin Bruers)
- 8 Met Ballen (presentatie Barbara van Stijn en later Renate Schutte)
- Kijker van de Dag
- Bedrijvig Brabant
- Juf of Meester van de Dag
- Clip van de Week
- TV8 Agenda
- De Zanzibar (met onder andere Marc-Marie Huijbregts en Karin Bruers)
- Brabants Filmbericht
- Sjiek de Friek (met Leonie Gebbink als Dame Grandeur de Bourgeoisie en Michel Verdaasdonk en Jasper Korving als Jean d'Orange uit Het Land van Ooit).
- Brabantse Nachten
- Kloontje het Reuzenkind (door Natasha van Maanen)
- Regionaal Weer verzorgd door Meteo Seppe Airservice
- De Leukste Kijker van de Dag
- Wij Brabanders
- Bart op 8 ( met cabaretier Bart Stultiens die elke week de Brabantse actualiteit doornam)

## Kanaaldeling
Op 1 september 1997 was TV8 niet meer de enige regionale zender van Brabant en Limburg. Want naast het commerciële station begon ook het publieke Omroep Brabant en Omroep Limburg met televisie-uitzendingen. Samen zaten de twee zenders op één kanaal. Maar beide zenders zonden nooit tegelijk uit. Brabant TV en Limburg TV waren er met televisieprogramma's van 17.00 uur tot 18.45. TV8-Brabant en Limburg begonnen vanaf half acht en gingen dan de hele avond en nacht door. Overdag was op hetzelfde kanaal het laatste nieuws te zien in een kabelkrant met teletekst.

## Fusie
In juni 1999 moesten de publieke omroepen en TV8 fuseren van de provinciebesturen. TV8-Brabant en Brabant TV werden omgedoopt in Omroep Brabant en TV8-Limburg en Omroep Limburg werden omgedoopt in L1 Radio en TV. TV8 is daarna verdergegaan met TV8 Mediaproducties. Ze verzorgen programma's en reclame voor Omroep Brabant en L1.